# Communauté de communes des Plaines et Forêts de l'Ouest ardennais
La communauté de communes des Plaines et Forêts de l’Ouest ardennais est une ancienne communauté de communes française, située dans le département des Ardennes et la région Champagne-Ardenne.
Celle-ci a fusionné le 1er janvier 2014 avec la communauté de communes Val et Plateau d'Ardenne pour former la Communauté de communes Portes de France

## Composition
Elle était composée des communes suivantes :
1. Belval
2. Cliron
3. Damouzy
4. Haudrecy
5. Les Mazures
6. Neuville-lès-This
7. Sécheval
8. This
9. Tournes

Ces communes ont rejoint le 1er janvier 2014 la nouvelle communauté de communes Portes de France, à l'exception de Regniowez, Étalle et Chilly, qui ont rejoint la nouvelle communauté de communes Ardennes Thiérache, .